# 假杨桐
假杨桐（学名：Eurya subintegra）为山茶科柃木属下的一个种。

## 扩展阅读
- 維基物種上的相關：假杨桐